# Иженякова, Ольга Петровна
Ольга Петровна Иженякова  (род. 24 мая 1975, посёлок Кондинское, Ханты-Мансийский округ, Тюменская область,) — писатель, журналист

## Биография
Ольга Иженякова родилась на Крайнем Севере.
С 18 лет публикуется в СМИ. Окончила высший технический лицей по специальности «Юрист», а впоследствии Тюменский государственный университет по специальности «Журналист». В ранний период уделяла внимание коренным народам севера Тюменской области – ханты и манси, посещала их зимовки, изучала культуру, язык, записывала легенды.
Иженякова работает в жанре «экспериментальной прозы», занимается литературной критикой, активно печатается в литературной периодике. Её произведения регулярно переиздаются и переводятся на иностранные языки.

## Сочинения
- «Обратная сторона». Роман. — М., Издательство «Гелеос», 2006.
- «Записки дивеевской послушницы: смотрю в небеса». Рассказы. — М., издательство «АСТ», 2013
- «По дороге к Матронушке» — М., «АСТ», 2013
- «На крыше храма яблоня цветет» — М., «АСТ», 2014
- «Великая сила молитвы» — М., «АСТ», 2014

## Достижения
Ольга Иженякова – лауреат многих журналистских конкурсов и премий, в числе которых: «Патриот России», «Россия без вражды и ненависти». Награждена дипломом Международной премии Фонда Святого Всехвального апостола Андрея Первозванного, специальным дипломом Министерства образования РФ за развитие в СМИ национальной темы и др.